# Nectopsyche acutiloba
Nectopsyche acutiloba är en nattsländeart som beskrevs av Oliver S. Flint Jr. 1974. Nectopsyche acutiloba ingår i släktet Nectopsyche och familjen långhornssländor. Inga underarter finns listade i Catalogue of Life.